# (3497) Innanen
(3497) Innanen est un astéroïde de la ceinture principale.

## Description
(3497) Innanen est un astéroïde de la ceinture principale. Il fut découvert le 19 avril 1941 à Turku par Liisi Oterma. Il présente une orbite caractérisée par un demi-grand axe de 2,69 UA, une excentricité de 0,15 et une inclinaison de 11,3° par rapport à l'écliptique.

## Compléments